# European Union of the Deaf
L'Unione Europea dei Sordi, in italiano, è un'organizzazione non governativa parallela dell'Unione europea della comunità sorda.

## Storia
Fondata nel 1985, a Londra, su iniziativa dell'Associazione dei Sordi Britannici (British Deaf Association), tra il 6 e 7 marzo.
Il meeting fu il primo di una serie e venne imitata sul modello della CEE.
All'epoca contava ben 9 associazioni, di cui l'Italia è partner ufficiale e cofondatore. Gli altri erano: l'Inghilterra, la Francia, la Spagna. Poi nel 1989 ne vennero aderiti altri 11 membri dei Paesi europei.
Dal 2006 conta 30 membri nazioni europee e la sede è a Bruxelles.

## Membri
| Nazione     | Anno        | Organizzazione                                                                                        |
| ----------- | ----------- | --- |
| Austria     | 1913        | Österreichischer Gehörlosenbund (ÖGLB)                                                                |
| Belgio      | 1977        | Doof Vlaanderen Fédération Francophone des Sourds de Belgique (FFSB)                                  |
| Bulgaria    | 1934        | Съюз на глухите в България (SGB)                                                                      |
| Croazia     | 1921        | Hrvatski savez gluhih i nagluhih                                                                      |
| Cipro       | 2004        | Ομοσπονδία Κωφών Κύπρου                                                                               |
| Rep. Ceca   | 1990        | Svaz Neslyšících a Nedoslýchavých v Čr (UDHH)                                                         |
| Danimarca   | 1935        | Danske Døves Landsforbund                                                                             |
| Estonia     | 1922        | Eesti Kurtide Liit                                                                                    |
| Finlandia   | 1905        | Kuurojen Liittoo ry (FAD)                                                                             |
| Francia     | 1834        | Fédération Nationale des Sourds de France                                                             |
| Germania    | 1927        | Deutscher Gehörlosen-Bund                                                                             |
| Grecia      | 1968        | Ομοσπονδία Κωφών Ελλάδος (HFD)                                                                        |
| Irlanda     | 1981        | Irish Deaf Society (IDS)                                                                              |
| Islanda     | 1960        | Félag heyrnarlausra                                                                                   |
| Italia      | 1932        | Ente nazionale sordi (ENS)                                                                            |
| Lettonia    | 1920        | Latvijas Nedzirdīgo savienība (LNS)                                                                   |
| Lituania    | 1938        | Lietuvos kurčiųjų draugija (LKD)                                                                      |
| Lussemburgo | 1993        | Vereinigung der Gehörlosen und Schwerhörigen Luxemburg a.s.b.l. (VGSL)                                |
| Malta       | 1973        | Għaqda Persuni Neqsin mis-Smigħ                                                                       |
| Norvegia    | 1918        | Norges Døveforbund (NDF)                                                                              |
| Paesi Bassi | 2002        | Dovenschap                                                                                            |
| Polonia     | 1946        | Polski Związek Głuchych (PZG)                                                                         |
| Portogallo  | 1993        | Federação Portuguesa das Associações de Surdos (FPAS)                                                 |
| Regno Unito | 1880        | British Deaf Association                                                                              |
| Romania     | 1919        | Asociatia Nationala a Surzilor din România (ANSR)                                                     |
| Slovacchia  | 2006 (1991) | Asociácia Nepočujúcich Slovenska (ANEPS)                                                              |
| Slovenia    | 1931        | Zveza društev gluhih in naglušnih Slovenije                                                           |
| Spagna      | 1936        | Confederación Estatal de Personas Sordas (CNSE)                                                       |
| Svezia      | 1922        | Sveriges Dövas Riksförbund (SDR)                                                                      |
| Svizzera    | 1946        | Schweizerischer Gehöerlosenbund Fedération Suisse des Sourds Federazione Svizzera dei Sordi (SGB-FSS) |
| Ungheria    | 1907        | Siketek és Nagyothallók Országos Szövetsége (SINOSZ)                                                  |

## Presidenti EUD
Fonte:  Board Members, su eud.eu.
- John Young (1985-1987)
- Jeff Labes (1989-1990)
- Knud Søndergaard (1990-2005)
- Helga Stevens, (2005-2007)
- Adrien Pelletier (ad interim, ottobre - dicembre 2007)
- Berglind Stefánsdóttir (2007-2013)
- Dr Markku Jokinen (2013-2022)
- Sofia Asari[1] (2022-in carica)